# Malukui bozótposzáta
A malukui  bozótposzáta (Locustella castanea) a verébalakúak (Passeriformes) rendjébe, ezen belül a tücsökmadárfélék (Locustellidae) családjába és a Locustella nembe tartozó faj. 14-15 centiméter hosszú. Celebesz, Buru és Seram domb- és hegyvidéki bozótos területein él. Rovarokkal táplálkozik.

## Alfajai
- L. c. castanea (Büttikofer, 1893) – Celebesz;
- L. c. disturbans (E. J. O. Hartert, 1900) – Buru;
- L. c. musculus (Stresemann, 1914) – Seram.

## Fordítás
- Ez a szócikk részben vagy egészben  a   Chestnut-backed bush warbler című angol Wikipédia-szócikk fordításán alapul.  Az eredeti cikk szerkesztőit annak laptörténete sorolja fel. Ez a jelzés csupán a megfogalmazás eredetét és a szerzői jogokat jelzi, nem szolgál a cikkben szereplő információk forrásmegjelöléseként.